# Helius chikurinensis
Helius chikurinensis är en tvåvingeart. Helius chikurinensis ingår i släktet Helius och familjen småharkrankar.

## Underarter
Arten delas in i följande underarter:
- H. c. chikurinensis
- H. c. minusculus